# Teratocoris antennatus
Teratocoris antennatus ist eine Wanzenart aus der Familie der Weichwanzen (Miridae).

## Merkmale
Die Wanzen werden 3,3 bis 5,7 Millimeter lang, wobei die Weibchen etwas größer werden als die Männchen. Die Arten der Gattung Teratocoris tragen eine quer verlaufende Grube zwischen den Facettenaugen. Die Artbestimmung innerhalb dieser Gattung ist schwer, insbesondere bei den Weibchen. Bei Teratocoris antennatus ist das erste Glied der Fühler in der Regel überwiegend rötlich und nur schütter mit kurzen, feinen, unscheinbaren Härchen besetzt. Das Pronotum ist mittig stark konkav eingebuchtet. Die Grundfarbe der Wanzen variiert von orange-braun bis grün. Männchen können stark schwarz gemustert sein. Sowohl bei den Weibchen, als auch bei den Männchen sind die Flügel häufig mehr oder weniger stark verkürzt. Nur selten kann man Weibchen mit voll entwickelten (makropteren) Flügeln beobachten.

## Vorkommen und Lebensraum
Die Art kommt nahezu in ganz Europa, dem westlichen Mittelmeergebiet bis Nordafrika und östlich bis Sibirien vor. In Deutschland und Österreich tritt die Art überall auf, ist aber nur vereinzelt nachgewiesen und nicht häufig. Vermutlich ist sie an vielen Orten noch nicht entdeckt worden. Besiedelt werden dichte Röhrichte und Riedgrasbestände an den Rändern von Süß- und Brackwasser und in Mooren mit Bewuchs von Süßgräsern, Sauergras- und Binsengewächsen.

## Lebensweise
Teratocoris antennatus lebt vor allem auf Schilfrohr (Phragmites australis) und Rohrglanzgras (Phalaris arundinacea), aber in den bewohnten Lebensräumen treten in der Regel auch Schwaden (Glyceria), Simsen (Scirpus), Binsen (Juncus) und Seggen (Carex) auf. Sowohl die Nymphen, als auch die Imagines halten sich selten oben auf den Pflanzen auf. Insbesondere die Männchen leben bevorzugt nahe dem Boden, der zeitweise auch überflutet sein kann. Die Wanzen saugen sowohl an den vegetativen Teilen ihrer Wirtspflanzen, als auch an den Reproduktionsorganen. Darüber hinaus saugen sie auch räuberisch an Blattläusen, den Larven von Zikaden, den Raupen von Kleinschmetterlingen und an anderen Insekten. Imagines kann man im Norden Deutschlands ab Mitte Juli bis in den Oktober oder November hinein beobachten. Die Überwinterung erfolgt daher aller Wahrscheinlichkeit nach als Ei. Im Süden Deutschlands kann man die Adulten von Ende Mai bis August und September beobachten.

## Belege